# Peste pneumónica
Peste pneumónica (português europeu) ou pneumônica (português brasileiro) é uma infeção pulmonar grave causada pela bactéria Yersinia pestis. Os sintomas mais comuns são febre, dor de cabeça, falta de ar, dor no peito e tosse. Os sintomas começam-se a manifestar geralmente de três a sete dias após exposição à bactéria. A peste pneumónica é um dos três tipos de peste, sendo as outras duas a peste bubónica e a peste septicémica.
A forma pneumónica pode ocorrer a seguir a uma infeção por peste bubónica ou septicémica. Pode também ser o resultado de inspirar gotículas produzidas no trato respiratório de outra pessoa ou gato infetados com peste pneumónica. A diferença entre as várias formas de peste é o local de infeção; na peste pneumónica a infeção afeta os pulmões, enquanto na peste bubónica afeta os gânglios linfáticos e na peste septicémica o sangue. O diagnóstico é realizado com análises ao sangue, ao escarro ou líquido dos gânglios linfáticos.
Embora haja vacinas em desenvolvimento, na maior parte dos países ainda não estão disponíveis no mercado. A prevenção consiste em evitar o contacto com roedores, pessoas ou gatos infetados. É recomendado que as pessoas infetadas sejam colocadas em isolamento. O tratamento de peste penumónica é feito com antibióticos.
A peste está presente em roedores em África, na América e na Ásia. A peste pneumónica é mais grave e menos comum do que a peste bubónica. Em 2013 foram registados em todo o mundo 783 casos de todos os tipos de peste. Quando não é tratada, a peste pneumónica é quase sempre fatal. Alguns estudos levantam a hipótese de ter sido a forma pneumónica a principal responsável pela pandemia de Peste negra que foi responsável por 50 milhões de mortes no século XIV.